# Alfred Herrmann (Fußballspieler, I)
Alfred Herrmann (Lebensdaten unbekannt) war ein deutscher Fußballspieler.

## Karriere
Herrmann gehörte zunächst dem FC Wacker Halle an, für den er als Abwehrspieler in der vom Verband Mitteldeutscher Ballspiel-Vereine organisierten Meisterschaft die Saison 1911/12 im Gau Saale Punktspiele bestritt. Als Gaumeister nahm er mit seiner Mannschaft an der sich anschließenden Meisterschaftsendrunde teil und drang bis ins Finale um die Mitteldeutsche Meisterschaft vor. Doch das am 21. April 1912 gegen die SpVgg 1899 Leipzig auf dem Wacker-Sportplatz am Debrahof ausgetragene Spiel wurde nach einer Spielzeit von 150 Minuten mit 0:1 verloren.
Danach schloss er sich dem VfB Leipzig an, für den er im Gau Nordwestsachsen von 1912 bis 1914 Punktspiele bestritt. In dieser Zeit gewann er je einmal die Meisterschaft im Gau Nordwestsachsen, die Mitteldeutsche Meisterschaft und die Deutsche Meisterschaft.
Schloss seine Mannschaft die Saison 1911/12 noch als Zweitplatzierter – drei Punkte hinter der SpVgg 1899 Leipzig – ab, so gewann sie aufgrund der Punktgleichheit in der Folgesaison das Entscheidungsspiel gegen eben jenen Kontrahenten am 16. März 1913 mit 2:1. Nachdem auch das Finale in der Gruppe A der Meisterschaftsendrunde am 6. April 1913 gegen den Halleschen FC 1896 mit 2:0 gewonnen werden konnte, war man auch am 13. April 1913 im Erfurter Finale um die Mitteldeutsche Meisterschaft mit 6:0 über den Coburger FC erfolgreich. Daraufhin bestritt er alle drei Endrundenspiele um die Deutsche Meisterschaft, einschließlich des am 11. Mai 1913 in München gegen den Duisburger SpV mit 3:1 gewonnenen Finales. Als Titelverteidiger war er mit seiner Mannschaft erneut in der Endrunde um die Deutsche Meisterschaft vertreten; seine letzten drei Endrundenspiele waren das am 3. Mai 1914 mit 4:1 gewonnene Viertelfinale beim SV Prussia-Samland Königsberg, das am 17. Mai 1914 in Leipzig mit 1:0 gewonnene Halbfinale gegen den Duisburger SpV und das am 31. Mai 1914 in Magdeburg mit 2:3 n. V. verlorene Finale gegen die SpVgg Fürth.

## Erfolge
- Deutscher Meister 1913
- Zweiter der Deutschen Meisterschaft 1914
- Mitteldeutscher Meister 1913
- Gaumeister Nordwestsachsen 1913
- Gaumeister Saale 1912